# 일본의 국보
| 고후쿠지 동금당 | 목조십일면관음입상 | 견본저색도구도 |

| 고후쿠지 청동 도금 | 사사야마 유적 출토 대형 화염토기 | 닛코 동조궁 |

일본의 국보(日本の国宝)는 일본의 문화재보호법에 따라 국가가 지정한 유형문화재(중요문화재) 가운데 세계 문화의 견지에서 가치가 높은 것으로, 유례없는 국민의 보물을 일본 정부(문부과학대신)가 지정한 것이다(일본 문화재보호법 제27조 제2항). 건조물, 회화, 조각, 공예품, 서적·전적, 고문서, 고고자료 및 역사자료가 지정되어 있다. 법적으로 국보는 중요문화재의 일종이다. 덧붙여 이른바 ‘인간국보(人間國寶)’란 중요무형문화재로 지정된 예능, 공예 기술 등의 보유자로서 인정된 사람의 통칭이다.

## 지정 건수
2010년(헤이세이 22년) 지정분까지 포함한 국보의 지정 건수는 아래와 같다. 아래의 숫자는 지정의 건수(件数)이며, 해당 유물의 점수(点数)는 아니다. 와카야마현 곤고부지(金剛峯寺)의 금은자일체경(金銀字一切経) 4,296권, 교토부립종합자료관이 보관하는 도지백합문서(東寺百合文書) 24,067통과 같은 유물도 건수로서는 1건이라고 세고 있다.
- 건조물 - 216건(264동)
- 미술 공예품 - 866건(이하 내역)
  - 회화 - 158건
  - 조각 - 126건
  - 공예품 - 252건
  - 서적·전적 - 223건
  - 고문서 - 60건
  - 고고자료 - 44건
  - 역사자료 - 3건

## 같이 보기
- 일본의 세계유산
- 일본의 중요문화재